# برمنغهام بيري بر (دائرة انتخابية في المملكة المتحدة)
برمنغهام، بيري بر  (بالإنجليزية: Birmingham, Perry Barr)‏ هي إحدى الدوائر الانتخابية في المملكة المتحدة الممثلة في مجلس العموم في برلمان المملكة المتحدة.
عضو البرلمان الذي يمثلها حالياً هو :Mr Khalid Mahmood (Lab).